# Budgetöffentlichkeit
Budgetöffentlichkeit ist ein Verfassungsgrundsatz, der  aus dem allgemeinen Öffentlichkeitsprinzip der Demokratie folgt und gibt als Teil der Haushaltsgrundsätze vor, dass die Staatshaushaltsbewirtschaftung (Aufstellung, Feststellung und Vollzug des Haushaltsplans, Rechnungslegung, Rechnungsprüfung und Entlastung) grundsätzlich öffentlich zu geschehen hat.
Die Möglichkeiten des Bürgers zu Information und der öffentlichen Diskussion werden durch das Haushaltsgesetzgebungsverfahren, die Veröffentlichung der Prüfberichte der Rechnungshöfe und das parlamentarische Entlastungsverfahren gewährleistet.
Ausnahmsweise können und sind etwa die drei Haushaltstitel betreffend die Nachrichtendienste geheim zu halten. Die einzelnen Titel werden also nicht in den Einzelplänen von Bundeskanzleramt (hinsichtlich des BND), BMI (hinsichtlich des BfV) und BMVg (bezüglich des MAD) aufgeführt.
Zur Beratung der Wirtschaftspläne der Nachrichtendienste ist dem Haushaltsausschuss des Bundestags das Vertrauensgremium nach § 10a BHO zugeordnet, das aus vom Bundestag zu wählenden Mitgliedern des Haushaltsausschusses besteht.
Dazu das Bundesverfassungsgericht (BVerfGE 70, 324 (358)):

„[D]er Grundsatz der Budgetöffentlichkeit [gilt] als Verfassungsgrundsatz. Er folgt aus dem allgemeinen Öffentlichkeitsprinzip der Demokratie. Aber auch in der Demokratie kann es, wie schon der Blick auf die Praxis während der Weimarer Reichsverfassung [...] sowie die anderer demokratischer Staaten [...] zeigt, unvermeidlich sein, aus zwingenden Gründen des Staatswohls jedenfalls die Offenlegung von Detailangaben bestimmter geheimer Fonds zu unterlassen [...]. Art. 110 Abs. 1 GG verlangt die Beachtung des Grundsatzes der Öffentlichkeit nicht ausnahmslos.“